# Kleisthenes
Kleisthenes (/ˈklaɪsθɪniːz/ KLYS-thin-eez; græsk: Κλεισθένης) (født ca. 570 fvt. – død ca. 508 fvt. - eller født ca. 550 fvt. - død ca. 500 fvt.) var en gammel athensk lovgiver krediteret for at reformere det antikke Athens forfatning og sætte den på demokratisk fod i 508 fvt. For disse præstationer omtaler historikere ham som "faderen til det athenske demokrati". Han var medlem af den aristokratiske alkmaionidernes slægt. Han var den yngre søn af Megacles og Agariste, hvilket gjorde ham til mors barnebarn af tyrannen Kleisthenes fra Sicyon. Han blev også krediteret for at øge magten i den athenske borgerforsamling og for at reducere adelens magt over athensk politik.
I 510 fvt. hjalp spartanske tropper athenerne med at vælte tyrannen Hippias, søn af Peisistratos. Kleomenes I, konge af Sparta, indførte et pro-spartansk oligarki ledet af Isagoras. Kleisthenes overtog dog med støtte fra middelklassen og hjulpet af demokrater. Cleomenes greb ind i 508 og 506 fvt., men kunne ikke stoppe Kleisthenes og hans athenske tilhængere. Gennem Kleisthenes' reformer gav befolkningen i Athen deres by isonomiske institutioner – lige rettigheder for alle borgere (selvom kun frie mænd var borgere) – og etablerede udstødelse som en straf.

### Primær kilder
- en.wikisource.org: Athenian Constitution. Se original tekst i Perseus program.
- Aristotle (1984). The Athenian Constitution. P.J. Rhodes trans. Harmondsworth, Middlesex, England: Penguin. ISBN 0-14-044431-9.

### Sekundær kilder
- Morris I.; Raaflaub K., red. (1998). Democracy 2500?: Questions and Challenges. Kendal/Hunt Publishing Co.
- Ober, Josiah (2007). "I Besieged That Man, Democracy's Revolutionary Start". Origins of Democracy in Ancient Greece. University of California Press. ISBN 978-0-520-24562-4.
- Lévêque, Pierre; Vidal-Naquet, Pierre (1996). Cleisthenes the Athenian: An Essay on the Representation of Space and Time in Greek Political Thought from the End of the Sixth Century to the Death of Plato. Humanities Press.
- David Ames Curtis: Translator's Foreword to Pierre Vidal-Maquet and Pierre Lévêque's Cleisthenes the Athenian: An Essay on the Representation of Space and Time in Greek Thought from the End of the Sixth Century to the Death of Plato (1993-1994) http://kaloskaisophos.org/rt/rtdac/rtdactf/rtdactfcleisthenes.html

## Yderligere læsning
- Davies, J.K. (1993). Democracy and classical Greece. Cambridge, Massachusetts: Harvard University Press. ISBN 0-674-19607-4.
- Ehrenberg, Victor (2010). From Solon to Socrates Greek History and Civilization During the 6th and 5th Centuries BC. Hoboken: Taylor & Francis. ISBN 978-0-203-84477-9.
- Forrest, William G. (1966). The Emergence of Greek Democracy, 800–400 BC. New York: McGraw–Hill.
- Hignett, Charles (1952). A History of the Athenian Constitution to the End of the Fifth Century BC. Oxford: Clarendon Press.
- Larsen, Jakob A. O. (1948). "Cleisthenes and the Development of the Theory of Democracy at Athens".  I Konvitz, Milton R.; Murphy, Arthur E. (red.). Essays in Political Theory Presented to George H. Sabine. Ithaca, NY: Cornell University Press.
- O'Neil, James L. (1995). The origins and development of ancient Greek democracy. Lanham, Md.: Rowman & Littlefield. ISBN 0-8476-7956-X.
- Staveley, E. S. (1972). Greek and Roman voting and elections. Ithaca, N.Y.: Cornell Univ. Pr. ISBN 0-8014-0693-5.
- Thorley, John (1996). Athenian democracy. London: Routledge. ISBN 0-415-12967-2.
- Zimmern, Alfred (1911). The Greek Commonwealth: Politics and Economics in Fifth Century Athens. Oxford: Oxford University Press.